# العلاقات البرازيلية المجرية
العلاقات البرازيلية المجرية هي العلاقات الثنائية التي تجمع بين البرازيل والمجر.

## مقارنة بين البلدين
هذه مقارنة عامة ومرجعية للدولتين:
| وجه المقارنة                                              | البرازيل | المجر                                                       |
| --------------------------------------------------------- | --- | ----------------------------------------------------------- |
| المساحة (كم2)                                             | 8.52 مليون | 93.04 ألف                                                   |
| عدد السكان (نسمة)                                         | 202.66 مليون | 9.78 مليون                                                  |
| الكثافة السكانية (ن./كم²)                                 | 23.79 | 105.12                                                      |
| العاصمة                                                   | برازيليا، ريو دي جانيرو | بودابست                                                     |
| اللغة الرسمية                                             | برتغالية برازيلية، Brazilian Sign Language ‏ | لغة مجرية                                                   |
| العملة                                                    | ريال برازيلي، كروزيرو ريال برازيلي ‏، كروزيرو البرازيلية (1990–1993)، البرازيلي كروزادو نوفو، كروزادو برازيلي، cruzeiro ‏، كروزيرو البرازيلية (1942–1967)، الريال البرازيلي (قديم) | فورنت مجري                                                  |
| الناتج المحلي الإجمالي (بليون دولار)                      | 2.06 تريليون | 139.14 مليار                                                |
| الناتج المحلي الإجمالي (تعادل القوة الشرائية) بليون دولار | 3.22 تريليون | 260.42 مليار                                                |
| الناتج المحلي الإجمالي الاسمي للفرد دولار أمريكي          | 8.54 ألف | 12.36 ألف                                                   |
| الناتج المحلي الإجمالي للفرد دولار أمريكي                 | 15.89 ألف | 25.07 ألف                                                   |
| مؤشر التنمية البشرية                                      | 0.754 | 0.828                                                       |
| رمز المكالمات الدولي                                      | +55 | +36                                                         |
| رمز الإنترنت                                              | .br | .hu                                                         |
| المنطقة الزمنية                                           | | ت ع م+01:00، ت ع م+02:00، أوروبا/بودابست ‏، توقيت وسط أوروبا |

## مدن متوأمة
في ما يلي قائمة باتفاقيات التوأمة بين مدن برازيلية ومجرية:
- ترتبط ساو باولو مع بودابست باتفاقية توأمة منذ 2004.[16][16][16][16]

## منظمات دولية مشتركة
يشترك البلدان في عضوية مجموعة من المنظمات الدولية، منها:
| علم المنظمة | اسم المنظمة                        | تاريخ انضمام البرازيل | تاريخ انضمام المجر |
| ----------- | ---------------------------------- | --------------------- | ------------------ |
|             | الاتحاد البريدي العالمي            | ?                     | ?                  |
|             | يونسكو                             | 4 نوفمبر 1946         | 14 سبتمبر 1948     |
|             | البنك الدولي للإنشاء والتعمير      | 14 يناير 1946         | 7 يوليو 1982       |
|             | منظمة التجارة العالمية             | ?                     | 1995               |
|             | وكالة ضمان الاستثمار متعدد الأطراف | 7 يناير 1993          | 21 أبريل 1988      |
|             | نظام تحكم تكنولوجيا القذائف        | 1995                  | 1993               |
|             | منظمة الشرطة الجنائية الدولية      | ?                     | ?                  |
|             | الاتحاد الدولي للاتصالات           | 4 يوليو 1877          | 1866               |
|             | مؤسسة التمويل الدولية              | 31 ديسمبر 1956        | 29 أبريل 1985      |
|             | الأمم المتحدة                      | 24 أكتوبر 1945        | 14 ديسمبر 1955     |
|             | مجموعة الموردين النوويين           | ?                     | ?                  |
|             | مؤسسة التنمية الدولية              | 15 مارس 1963          | 29 أبريل 1985      |
|             | الفريق المعني برصد الأرض           | ?                     | ?                  |
|             | منظمة حظر الأسلحة الكيميائية       | ?                     | ?                  |

## أعلام
هذه قائمة لبعض الشخصيات التي تربطها علاقات بالبلدين:
- ايمري سيمون (رياضياتي برازيلي، 14 أغسطس 1943 – 13 أغسطس 2009)
- كيفن كوراني (لاعب كرة قدم برازيلي، 2 مارس 1982[24] – )
- لياندرو (لاعب كرة قدم برازيلي، 19 مارس 1982[25] – )

## وصلات خارجية
- موقع وزارة الخارجية البرازيلية
- موقع وزارة الخارجية المجرية